# Кућа Михаила Ђурића
Кућа Михаила Ђурића се налази у Београду, на територији градске општине Стари град.  Подигнута је око 1910. године и представља непокретно културно добро као споменик културе.
Кућа Михаила Ђурића (1863 – 1944) изграђена је по пројекту архитекте Јована Новаковића. Грађевина има приземље, један спрат и угаоно кубе, чији карактеристичан кров подржавају полукружни лукови изнад архитравно завршених прозора. Угао је заобљен и истакнут балконима по кривини на првом спрату и испред кубета. Балкон се појављује на фасади према улици Краља Петра, где се због терена у паду сутерен претвара у приземље, па зграда на овој страни има два спрата. Орнаментика је нарочито богато примењена на полукружним пољима изнад свих прозорских отвора.
Кућа Михајла Ђурића представља вредно остварење архитекте Новаковића, реализовано у Београду почетком века, и значајан покушај стварања српског националног стила у архитектури почетком 20. века.